# 那波マオ
那波 マオ（ななみ マオ）は、日本の漫画家。主に『デザート』（講談社）にて活動している。
代表作である『3D彼女』は2018年にテレビアニメ化、実写映画化された。

## 作品リスト

### 連載
- U-18 女子コーセー代表☆直井蝶（『ザ デザート』2004年9月号、12月号、2005年2月号・『デザートスペシャルオール新作』2005年・『デザート』2005年5月号、8月号）
- ハロー・グッドバイ（『デザート』2007年5月号 - 2008年2月号）
- ハーフ・アンド・ハーフ（『デザート』2008年7月号 - 2009年5月号）
- 姫ママ!（『デザート』2009年10月号[3] - 2010年10月号）
- 3D彼女（『デザート』2011年9月号[4] - 2016年7月号[5]）
  - 3D彼女 番外編（『デザート』2018年5月号[6]）
- ぼくらのスタア☆ガール（『なかよし』2020年2月号[7] - 2021年4月号）

### 読切
- 女の子ABX
- みんな、誰かの小悪魔
- パンツとメガネ
- イタイノトンデケ
- 彼女ができたから。
- Lover's Son
- 結婚しようよ
- 2ndガール
- それいけ!ななみん（『デザートBABY Spring』2008年）
- 格差恋愛のススメ（『デザート』2008年5月号）

## 書誌情報
全て講談社より刊行。
- U-18 女子コーセー代表☆直井蝶（2005年、全2巻）
  1. 2005年2月10日発売、ISBN 978-4-06-365310-6
  2. 2005年10月13日発売、ISBN 978-4-06-365348-9
- 女の子ABX（2006年6月13日発売、ISBN 978-4-06-365388-5）
  - 「みんな、誰かの小悪魔」「パンツとメガネ」「イタイノトンデケ」併録。
- 彼女ができたから。（2006年12月13日発売、ISBN 978-4-06-365429-5）
  - 「Lover's Son」「結婚しようよ」「2ndガール」併録。
- ハロー・グッドバイ（2007年 - 2008年、全2巻）
  1. 2007年8月10日発売、ISBN 978-4-06-365463-9
  2. 2008年2月13日発売、ISBN 978-4-06-365487-5
- ハーフ・アンド・ハーフ（2008年 - 2009年、全2巻）
  1. 2008年10月10日発売、ISBN 978-4-06-365527-8（「それいけ!ななみん」併録）
  2. 2009年5月13日発売、ISBN 978-4-06-365553-7
- 姫ママ!（2009年 - 2010年、全3巻）
  1. 2009年12月11日発売、ISBN 978-4-06-365580-3
  2. 2010年5月13日発売、ISBN 978-4-06-365603-9
  3. 2010年10月13日発売、ISBN 978-4-06-365625-1（「格差恋愛のススメ」併録）
- 3D彼女（2011年 - 2016年、全12巻/新装版全12巻）
  - 同項目を参照。
  - 第3巻に番外編「spring fever」収録。
- ぼくらのスタア☆ガール（2020年 - 2021年、全3巻）
  1. 2020年5月13日発売[8]、ISBN 978-4-06-519407-2
  2. 2020年11月13日発売、ISBN 978-4-06-521426-8
  3. 2021年4月13日発売、ISBN 978-4-06-522873-9

### アンソロジー
- 10代のお水ワールド（2003年10月10日発売、ISBN 978-4-06-365241-3）
- ラブカレ〜極上メンズ読本!〜（2007年8月10日発売、ISBN 978-4-06-365467-7）
  - 「パンツとメガネ」収録。
- 片恋カタログ（2008年8月11日発売、ISBN 978-4-06-365514-8）
- ラブカレ―極上メンズ読本!WHITE―（2008年8月11日発売、ISBN 978-4-06-365519-3）
  - 「格差恋愛のススメ」収録。
- Girl's Talk えっちな放課後（2008年11月13日発売、ISBN 978-4-06-365532-2）
  - 「2ndガール」収録。
- 涙色〜純愛ラブストーリー〜（2009年7月13日発売、ISBN 978-4-06-365563-6）
- 泣きたい時に読む感動ラブストーリー（2010年4月13日発売、ISBN 978-4-06-365601-5）
  - 「Lover's Son」収録。

## 寄稿など
- 忘れない、3.11 震災復興応援イラストメッセージ2012（2012年3月[9]） - イラスト。
- 西日本豪雨復興応援アート展（2019年1月[10]） - イラスト。